# WYSIWYG
WYSIWYG és l'acrònim de la frase anglesa What You See Is What You Get ('el que veus és el que obtens'). En l'àmbit de la programació i el disseny es refereix a la tecnologia informàtica que permet que el que es veu durant l'edició o programació es correspongui més o menys acuradament amb el resultat final (imprès o en pantalla).
Els processadors de textos, actualment, utilitzen aquesta tecnologia, i són minoritaris els que no; en el cas dels editors d'HTML, els programes s'ocupen d'escriure el codi, i l'usuari només ha d'editar una pàgina semblant a la d'un editor de text. Una altra filosofia semblant és WYSIWYM: "What You See Is What You Mean", utilitzada en els processadors de text de l'estil de LaTeX, com per exemple LyX.